# HD 37367
HD 37367，又名BD+29 947，SAO 77354、HR 1924，是一颗恒星，视星等为5.96，位于銀經179.04，銀緯-1.03，其B1900.0坐标为赤經5h 32m 56.7s，赤緯+29° -1.03′ 27″。